# Kładno
Kładno (do 1945 niem. Kaltenhagen) – wieś sołecka w Polsce położona w województwie zachodniopomorskim, w powiecie koszalińskim, w gminie Będzino.
Teren Kładna znajduje się w obszarze chronionego krajobrazu Koszalińskiego Pasa Nadmorskiego.

## Historia
Pierwszy raz wzmiankowane z poł. XVI w. Stanowiło lenno rodu Damitz i Zitzewitz. Od 1884 do 1945 majątek w Kładnie należał do rodziny Blanckenburg.

## Zabytki
Dwór został zbudowany w połowie XIX w. Zajmuje południową część dziedzińca, od południa jest otoczony parkiem.